# Liste der Kulturdenkmale in Gleina
In der Liste der Kulturdenkmale in Gleina sind alle Kulturdenkmale der Gemeinde Gleina und ihrer Ortsteile aufgelistet. Grundlage ist das Denkmalverzeichnis des Landes Sachsen-Anhalt, das auf Basis des Denkmalschutzgesetzes des Landes Sachsen-Anhalt vom 21. Oktober 1991 durch das Landesamt für Denkmalpflege und Archäologie Sachsen-Anhalt erstellt und seither laufend ergänzt wurde (Stand: 31. Dezember 2023).

## Kulturdenkmale nach Ortsteilen

### Gleina
| Lage | Bezeichnung           | Beschreibung | Erfassungs- nummer | Ausweisungsart | Bild |
| --- | --------------------- | --- | ------------------ | -------------- | --- |
| Einsam am nördlichen Unstruthang zwischen Dorndorf und Karsdorf (Karte)                                  | Weinberghaus          | | 094 30046          | Baudenkmal     | BW |
| Gleinaer Berge Gemarkung Rappental                                                                       | Weinberghaus          | | 094 30130          | Baudenkmal     | |
| Gleinaer Berge Gemarkung Rappental (Karte)                                                               | Weinberghaus          | | 094 30131          | Baudenkmal     | [[Vorlage:Bilderwunsch/code!/C:51.249205,11.683075!/D:Gleinaer Berge Gemarkung Rappental,!/\|BW]]                                                               |
| Gleinaer Berge Gemarkung Rappental (Karte)                                                               | Weinberghaus          | | 094 30132          | Baudenkmal     | [[Vorlage:Bilderwunsch/code!/C:51.249042,11.683268!/D:Gleinaer Berge Gemarkung Rappental,!/\|BW]]                                                               |
| Albersrodaer Weg Straße der Einheit (Karte)                                                              | Wasserturm            | Der Wasserturm wurde im Jahr 1907 errichtet, und ist ein den Saaleburgen nachempfundenes Bauwerk vom Typ eines Bergfried mit Zinnenkranz und Kegeldach. | 094 82226          | Baudenkmal     | Wasserturm |
| Hauptstraße Östlicher Ortsausgang Richtung Freyburg In Höhe Sportplatz, südliche Straßenböschung (Karte) | Grenzstein            | | 094 30134          | Kleindenkmal   | [[Vorlage:Bilderwunsch/code!/C:51.257057,11.726251!/D:Hauptstraße Östlicher Ortsausgang Richtung Freyburg In Höhe Sportplatz, südliche Straßenböschung,!/\|BW]] |
| Hauptstraße 30, 31 (Karte)                                                                               | Schloss               | Schloss Gleina | 094 82205          | Baudenkmal     | Weitere Bilder |
| Hauptstraße 33 Südlich der Bundesstraße 180 in Richtung Freyburg (Karte)                                 | Mühle                 | Mühle Möbes | 094 84002          | Baudenkmal     | [[Vorlage:Bilderwunsch/code!/C:51.252345,11.730406!/D:Hauptstraße 33 Südlich der Bundesstraße 180 in Richtung Freyburg,!/\|BW]]                                 |
| Hauptstraße 47 (Karte)                                                                                   | Wasserturm            | | 094 82190          | Baudenkmal     | Wasserturm |
| Hauptstraße 63 (Karte)                                                                                   | Mühle                 | Hüniger-Mühle | 094 82158          | Baudenkmal     | BW |
| Lauchaer Straße Am Eingang zum Friedhof (Karte)                                                          | Kriegerdenkmal Gleina | Kriegerdenkmal 2023 wurde das zuvor als Baudenkmal geführte Denkmal zum Kleindenkmal umgestuft.                                                         | 094 30133          | Kleindenkmal   | [[Vorlage:Bilderwunsch/code!/C:51.255107,11.715112!/D:Lauchaer Straße Am Eingang zum Friedhof,!/\|BW]]                                                          |
| Schulstraße (Karte)                                                                                      | Kirche                | | 094 82264          | Baudenkmal     | Weitere Bilder |
| Straße des Friedens 28 (Karte)                                                                           | Gerichtsgebäude       | südlich der Kirche | 094 82199          | Baudenkmal     | BW |
| Straße des Friedens 31 (Karte)                                                                           | Portal                | | 094 82196          | Baudenkmal     | BW |
| Ölgasse 2 (Karte)                                                                                        | Pfarrhof              | | 094 82201          | Baudenkmal     | BW |

### Baumersroda
| Lage                                                        | Bezeichnung    | Beschreibung          | Erfassungs- nummer | Ausweisungsart | Bild |
| ----------------------------------------------------------- | -------------- | --------------------- | ------------------ | -------------- | --- |
| Alte Dorfstraße 1 bis 14 Neue Dorfstraße 2 bis 14 (Karte)   | Anger          |                       | 094 83678          | Denkmalbereich | BW |
| Alte Dorfstraße (Karte)                                     | Kriegerdenkmal |                       | 094 83679          | Baudenkmal     | Kriegerdenkmal |
| Alte Dorfstraße 2 (Karte)                                   | Toranlage      |                       | 094 83675          | Baudenkmal     | BW |
| Alte Dorfstraße 4 (Karte)                                   | Wohnhaus       |                       | 094 83676          | Baudenkmal     | BW |
| Alte Dorfstraße 14 Platz der Einheit 1 bis 7, 7a, 8 (Karte) | Rittergut      | Rittergut Baumersroda | 094 83682          | Denkmalbereich | [[Vorlage:Bilderwunsch/code!/C:51.260621,11.754282!/D:Alte Dorfstraße 14 Platz der Einheit 1 bis 7, 7a, 8,!/\|BW]] |
| Kirchweg (Karte)                                            | Kirche         |                       | 094 83680          | Baudenkmal     | Kirche |
| Neue Dorfstraße 2 (Karte)                                   | Pfarrhof       |                       | 094 83674          | Baudenkmal     | BW |
| Neue Dorfstraße 7 (Karte)                                   | Bauernhof      |                       | 094 83677          | Baudenkmal     | BW |
| Weg zur Sonne (Karte)                                       | Wasserturm     |                       | 094 83681          | Baudenkmal     | Wasserturm |

### Ebersroda
| Lage                                                                                             | Bezeichnung | Beschreibung    | Erfassungs- nummer | Ausweisungsart | Bild |
| ------------------------------------------------------------------------------------------------ | ----------- | --------------- | ------------------ | -------------- | --- |
| Dorfstraße 1 bis 46 (Karte)                                                                      | Ortskern    |                 | 094 81057          | Denkmalbereich | Ortskern |
| Ca. 1,5 km südwestlich von Ebersroda an markanter Waldecke Am Nordrand der „Neuen Göhle“ (Karte) | Wegweiser   |                 | 094 30440          | Kleindenkmal   | [[Vorlage:Bilderwunsch/code!/C:51.241352,11.762311!/D:Ca. 1,5 km südwestlich von Ebersroda an markanter Waldecke Am Nordrand der „Neuen Göhle“,!/\|BW]] |
| Dorfstraße (Karte)                                                                               | Brunnenhaus | Unterer Brunnen | 094 81058          | Baudenkmal     | BW |
| Dorfstraße (Karte)                                                                               | Brunnenhaus | Oberer Brunnen  | 094 81065          | Baudenkmal     | BW |
| Dorfstraße (Karte)                                                                               | Kirche      |                 | 094 81059          | Baudenkmal     | Kirche |
| Dorfstraße 2 (Karte)                                                                             | Gasthof     |                 | 094 81060          | Baudenkmal     | BW |
| Dorfstraße 5 (Karte)                                                                             | Bauernhof   |                 | 094 81061          | Baudenkmal     | BW |
| Dorfstraße 8 (Karte)                                                                             | Brauhaus    |                 | 094 81066          | Baudenkmal     | BW |
| Dorfstraße 13 (Karte)                                                                            | Backhaus    |                 | 094 81062          | Baudenkmal     | BW |
| Dorfstraße 14 (Karte)                                                                            | Bauernhof   |                 | 094 81063          | Baudenkmal     | BW |
| Dorfstraße 15 (Karte)                                                                            | Bauernhof   |                 | 094 81064          | Baudenkmal     | BW |
| Dorfstraße 33 (Karte)                                                                            | Bauernhof   |                 | 094 81067          | Baudenkmal     | BW |
| Dorfstraße 60 (Karte)                                                                            | Mühle       |                 | 094 81069          | Baudenkmal     | Mühle |
| Dorfstraße 62 (Karte)                                                                            | Mühle       |                 | 094 81068          | Baudenkmal     | Mühle |

### Müncheroda
| Lage                            | Bezeichnung | Beschreibung | Erfassungs- nummer | Ausweisungsart | Bild |
| ------------------------------- | ----------- | ------------ | ------------------ | -------------- | ---- |
| Am Weg nach Zscheiplitz (Karte) | Gedenkstein |              | 094 82322          | Kleindenkmal   | BW   |
| Dorfstraße 14a (Karte)          | Kirche      |              | 094 82307          | Baudenkmal     | BW   |

## Legende
In den Spalten befinden sich folgende Informationen:
- Lage: Nennt den Straßennamen und wenn vorhanden die Hausnummer des Kulturdenkmals. Die Grundsortierung der Liste erfolgt nach dieser Adresse. Der Link „Karte“ führt zu verschiedenen Kartendarstellungen und nennt die geographischen Koordinaten.
Link zu einem Kartenansichtstool, um Koordinaten zu setzen. In der Kartenansicht sind Baudenkmale ohne Koordinaten mit einem roten bzw. orangen Marker dargestellt und können in der Karte gesetzt werden. Baudenkmale ohne Bild sind mit einem blauen bzw. roten Marker gekennzeichnet, Baudenkmale mit Bild mit einem grünen bzw. orangen Marker.
- Offizielle Bezeichnung: Nennt den Namen, die Bezeichnung oder zumindest die Art des Kulturdenkmals und verlinkt, soweit vorhanden, auf den Artikel zum Objekt.
- Beschreibung: Nennt bauliche und geschichtliche Einzelheiten des Kulturdenkmals, vorzugsweise die Denkmaleigenschaften.
- Erfassungsnummer: Für jedes Kulturdenkmal wird in Sachsen-Anhalt eine 20stellige Erfassungsnummer vergeben. Die letzten zwölf Ziffern werden für die Untergliederung nach Teilobjekten genutzt und werden nur angegeben, soweit vergeben. In dieser Spalte kann sich folgendes Icon  befinden, dies führt zu Angaben zu diesem Baudenkmal bei Wikidata.
- Ausweisungsart: Die Einordnung des Denkmales nach § 2 Abs. 2 DenkmSchG LSA
- Bild: Ein Bild des Denkmales, und gegebenenfalls einen Link zu weiteren Fotos des Kulturdenkmals im Medienarchiv Wikimedia Commons. Wenn man auf das Kamerasymbol klickt, können Fotos zu Kulturdenkmalen aus dieser Liste hochgeladen werden: